# Lucius (praenomen)
Lucius (afk.: L.), afkomstig van lux (licht), was een populair praenomen in het Romeinse Rijk.
Personen met dit praenomen zijn:
- Lucius Tarquinius Superbus, de zevende en laatste koning van Rome;
- Lucius Junius Brutus, eerste consul van de Romeinse Republiek;
- Lucius Tarquinius Collatinus, heerser van de Sabijnse stad Collatia en eerste consul van de Romeinse Republiek;
- Lucius Caecilius Metellus, Pontifex Maximus;
- Lucius Aurelius Orestes, consul in 126 v.Chr.;
- Lucius Aurelius Cotta, consul in 119 v.Chr.;
- Lucius Caecilius Metellus Dalmaticus, consul in 119 v.Chr. en Pontifex Maximus;
- Lucius Aemilius Regillus, overwinnaar van Seleucidenvloot onder leiding van Polyxenidas in de slag bij Myonessus;
- Lucius Cornelius Scipio Asiaticus, broer van Publius Cornelius Scipio Africanus maior en overwinnaar van de Seleuciden onder Antiochus III de Grote in de slag bij Magnesia;
- Lucius Aemilius Paulus Macedonicus, Romeins veldheer;
- Lucius Aemilius Paulus, broer van Marcus Aemilius Lepidus (triumvir);
- Lucius Cornelius Sulla felix, Romeins dictator;
- Lucius Sergius Catilina, berucht Romeins staatsman en samenzweerder;
- Lucius Calpurnius Piso Caesoninus, schoonvader van Julius Caesar;
- Lucius Aelius Seianus, praefectus praetori onder de princeps Tiberius;
- Lucius Lusius Geta, praefectus praetorio en praefectus Alexandreae et Aegypti onder Claudius I;
- Lucius Arruntius, prominent Romeins senator;
- Lucius Annaeus Seneca, stoïcijns filosoof, staatsman en toneelschrijver;
- Lucius Iunius Moderatus Columella, Romeins auteur van landbouwkundige werken;
- Lucius Aelius Verus Caesar, kroonprins onder Hadrianus;
- Lucius Verus, zoon van de vorige en medekeizer van Marcus Aurelius;
- Lucius Aelius Aurelius Commodus, geboortenaam van de latere keizer;
- Lucius Aurelius Gallus, consul in 174 en 198;
- Lucius Septimius Severus, Romeins keizer, regeerde 193-211;
- Lucius Domitius Aurelianus, kortweg Aurelianus, Romeins soldatenkeizer (regeerde 270-275);
- Lucius Domitius Ahenobarbus (consul in 94 v.Chr.)
- Lucius Domitius Ahenobarbus (consul in 54 v.Chr.)
- Lucius Domitius Ahenobarbus (consul in 16 v.Chr.)
- Nero (keizer), eigenlijke naam Lucius Domitius Ahenobarbus
- Lucius Quinctius Cincinnatus, Romeins veldheer die in 458 v.Chr. werd benoemd tot dictator.
- Paus Lucius I, paus van 253–254